# Douglas XC-132
Le Douglas XC-132 est un projet d'avion de transport développé par la Douglas Aircraft Company et basé sur le C-124 Globemaster II du même constructeur. Les études de conception débutent en 1951 mais le projet est annulé en 1957 par l'United States Air Force (USAF). Aucun prototype n'est construit et le projet ne passe pas l'étape de la maquette.
Le XC-132 doit être motorisé par quatre turbopropulseurs Pratt & Whitney XT57 (PT5) de 15 000 chevaux (11 000 kW) chacun montés sur une voilure en flèche. Une version de ravitaillement, le XKC-132 est également proposée, mais doit seulement utiliser le système panier et tuyau, principalement utilisé par la Navy, et auquel l'USAF n'est pas favorable. Pour les essais des moteurs, un XT57 est installé sur le nez d'un C-124 (serial 52-1069),. Le XC-132 doit pouvoir atteindre une vitesse de 770 km/h et transporter une charge maximale de 62 tonnes (137 000 lb) avec une distance franchissable de 4 100 km.